# Borowe (rada wiejska Potylicz)
Borowe (ukr. Борове) – wieś na Ukrainie, w obwodzie lwowskim, w rejonie lwowskim (wcześniej w rejonie żółkiewskim). W 2001 roku liczyła 233 mieszkańców.